# Кларк, Дэвид Александер
Дэвид Александер Кларк мл. (англ. David Alexander Clarke Jr.; род. 21 августа 1956, Милуоки) — американский полицейский, шериф округа Милуоки (с 2002).

## Биография
Сын военнослужащего Дэвида Кларка-старшего (тот начал военную службу шестнадцатилетним в 1948 году в танковом батальоне в Форт-Ноксе (Кентукки), затем перевёлся во 2-ю роту рейнджеров, прошёл воздушно-десантную подготовку, участвовал в Корейской войне). Кларк-младший в 1978 году принёс присягу и начал службу в полиции Милуоки, в 1996 году получил звание капитана и возглавил департамент полиции первого округа. Прошёл командные курсы в Национальной академии ФБР (Виргиния), получил степень бакалавра в отправлении криминального правосудия в университете Конкордия. В январе 2002 года шериф округа Милуоки Лев Болдуин (Lev Baldwin) ушёл в отставку, и Кларк подал заявление на замещение открывшейся вакансии, оказавшись одним из десяти претендентов. 19 марта 2002 года губернатор Висконсина Скотт Маккаллум назначил Кларка шерифом.
В 2006 году избран на должность шерифа Милуоки, в 2010 году — переизбран.
В 2013 году, выступая на радио в программе известного сторонника конспирологических теорий Алекса Джонса, Кларк заявил, что в случае дальнейшего ограничения права на владение оружием в США начнётся «вторая Американская революция».
12 августа 2014 года вновь победил на выборах шерифа округа Милуоки, получив 52 % голосов избирателей.
Хотя был зарегистрирован как член Демократической партии, придерживается консервативных взглядов. 18 июля 2016 года выступил на национальном конвенте Республиканской партии, поддержав кандидата в президенты США Дональда Трампа и заявив в связи с убийствами троих полицейских в Батон-Руже и пяти — в Далласе по окончании акции протеста «Black Lives Matter» (Жизни чёрных имеют значение): «Blue lives matter in America» (Жизни копов имеют значение в Америке).
28 ноября 2016 года опубликованы сообщения о встрече Кларка с избранным президентом США Трампом (предположительно его кандидатура рассматривалась для назначения на должность министра внутренней безопасности).